# IHeartMedia
iHeartMedia, Inc. (anteriormente CC Media Holdings, Inc.) é uma empresa de meios de comunicação em massa norte-americana com sede em San Antonio, Texas. E a empresa holding da iHeartCommunications, Inc. (anteriormente Clear Channel Communications, Inc.), uma companhia fundada por Lowry Mays e B. J. "Red" McCombs em 1972, e posteriormente se tornou privada através da Bain Capital, LLC e da Thomas H. Lee Partners através de um leveraged buyout em 2008. Como resultado disso, a Clear Channel Communications, Inc. começou a operar como uma subsidiária integral da CC Media Holdings, Inc. Em 16 de setembro de 2014, a CC Media Holdings, Inc. foi rebatizada como iHeartMedia, Inc.; e a Clear Channel Communications, Inc., se tornou a iHeartCommunications, Inc.
A iHeartMedia, Inc. é especializada em radiotransmissão através de sua divisão iHeartMedia (sem o sufixo "Inc."; anteriormente Clear Channel Media and Entertainment, Clear Channel Radio, entre outros) e subsidiária iHeartMedia and Entertainment, Inc. (anteriormente Clear Channel Broadcasting, Inc.); a empresa possui mais de 850 estações de rádio AM e FM com a potência máxima nos Estados Unidos, fazendo dela a maior dona de estações de rádios do país. Adicionalmente, a empresa ofecere dois dois canais no Sirius XM Satellite Radio, e tem expandido sua presença online através da sua plataforma iHeartRadio. A iHeartMedia, Inc. também é especializada em publicidade em outdoors através de sua subsidiária Clear Channel Outdoor Holdings, Inc.[carece de fontes?]
O nome "Clear Channel" (canal limpo em tradução livre) vem do rádio AM, referindo-se a um canal (frequência) em que apenas uma estação transmite em todo um território. Nos Estados Unidos, estações clear-channel têm direitos exclusivos as suas frequências durante a maior parte do continente durante a noite, quando os sinais de AM viajar muito devido ao skywave (quando uma onda de rádio reflete na ionosfera). O novo nome da empresa destina-se a reflectir o seu negócio digital crescente. Bob Pittman, presidente do conselho de administração e CEO da iHeartMedia, Inc., explicou: Temos uma empresa que está fazendo coisas progressivas, e ainda estamos em nome das estações de rádio AM."
Desde 2008, a iHeartMedia, Inc., tem se esforçado para pagar mais de 20 bilhões de dólares em dívidas da empresa adquirida a partir da sua aquisição alavancada. Vários meios de comunicação, incluindo a Bloomberg News, a Reuters, a Radio Ink, e o jornal da cidade da iHeartMedia, o San Antonio Express-News, afirmam que qualquer falência ou uma grande reestruturação é possível, e pode vir a acontecer antes de 2016. Nos dias 14 e 15 de Março de 2018, a empresa e suas afiliadas fizeram um pedido de falência nos Estados Unidos, chegando em um acordo com seus credores para reorganizar 10 US$ milhões de dólares.